# Roger Cotes
Roger Cotes   (Burbage, 10 de juliol de 1682 - Cambridge, 5 de juny de 1716) va ser un matemàtic anglès del segle xviii.

## Vida
No es disposa de gaire informació biogràfica de Cotes. Era fill del rector de la parròquia de Burgage (Leicestershire) i ja de nen va demostrar habilitats per les matemàtiques, de tal forma que el seu oncle, John Smith, se'l va endur a la seva casa a Lincolnshire per supervisar la seva educació científica. Després va estudiar al col·legi Saint Paul de Londres.
El 1699 va ingressar al Trinity College de la universitat de Cambridge on es va graduar el 1702 i va obtenir el seu doctorat el 1706. Aquest mateix any va ser nomenat primer Plumian Professor de la universitat de Cambridge, gràcies al suport que va tenir de Newton i de William Whiston. A partir de 1709, va estar treballant intensament en la segona edició dels Principia de Newton, que no es publicaria fins al 1713 i pel que va rebre com a única recompensa un retrat del mateix Newton. Va ser escollit fellow de la Royal Society el 1711 i va ser ordenat sacerdot el 1713. Va morir amb només 33 anys d'unes febres violentes.

## Obra
Cotes serà sempre recordat per alguns dels seus descobriments. Va ser el primer a demostrar, amb un llenguatge molt obscur, la fórmula d'Euler ({\displaystyle e^{\mathrm {i} x}=\cos x+\mathrm {i} \,\sin x}), tot i que seria aquest matemàtic qui la popularitzaria el 1758. També va resoldre un bon nombre de problemes sobre funcions logarítmiques, hiperbòliques i trigonomètriques., formular les avui conegudes com a fórmules de Newton-Cotes per la quadratura de les corbes i anticipar el mètode dels mínims quadrats.
Cotes només va publicar en vida un article a la revista Philosophical Transactions, titulat Logometria (1714), i el prefaci de la segona edició dels Principia de Newton. Després de la seva mort, el 1722, Robert Smith va editar els seus papers de treball en un llibre sota el títol d'Harmonia mensurarum i el 1738 va editar les seves classes de física amb el títol de Hydrostatical and Pneumatical Lectures.